# Большой Иран
Большой Иран или Великий Иран (перс. ایران بزرگ‎ -  Irane Bozorg, тадж. Эрони Бузург) или Иран Замин (перс. ایران‌ زمین‎ — Iran Zamin, курд. Îrana Mezin, тал. Dyžda Iron/Дыжда Ирон) т.е. Иранская Земля, Земля Ариев, также известный как Иранский культурный континент (англ. Iranian cultural continent) — исторический регион, который находится либо находился под значительным влиянием иранской культуры.

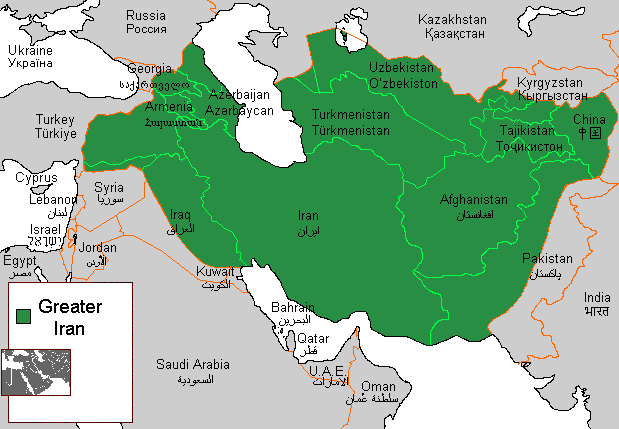
В географическом плане, Большой Иран включает в себя всё Иранское плато, юг Центральной Азии; (Бактрию) и Памир на северо-востоке; Афганистан и Западный Пакистан (Сулеймановы горы) на юго-востоке и на востоке; Курдистан, Сирию и часть Кавказа на северо-западе

Изначально понятие Иран (нынешний Большой Иран) использовалось для обозначения разраставшейся многонациональной империи и связанного с ней региона, а не Ирана как современного моноэтничного государства. В этом смысле Иран охватывает территорию современного Ирана, Азербайджана, Турции, Центральной Азии, Афганистана и Пакистана.
Неудивительно, что для зарождающейся иранистики XIX века характерно смешение терминов Большой Иран, Великий Иран и просто Иран.

## Концепция
Концепция Большого Ирана носит сугубо культурно-исторический характер и не соответствует каким-либо современным политическим образованиям. Большой Иран начал зарождаться с III века н. э. одновременно с обширной культурной экспансией многонациональной иранской, персидской Империи Сасанидов, объединившей разные страны, народы и их государства. По мере того, как персы распространяли своё влияние в регионе, в их государство вливались всё новые и новые народы, термин «Иран» использовался для обозначения разраставшейся многонациональной державы, пережившей впоследствии несколько волн политического и морального упадка. 
После 1935 года на карте мира наоборот появляется название Иран как название народного государства, бывшей Персии. С этого момента и возникает необходимость разграничения (Малого) Ирана в узком смысле (как государства) и Большого Ирана (как исторического региона, сферы влияния государства Иран, бывшей Персии).

## Культурно-исторические регионы
- Мавераннахр
  - Хорезм
  - Самарканд и Бухара (Согд)
  - Карши
  - Чач
  - Фергана
- Большой Хорасан
  - Тохаристан (Балх)
  - Хуталян
  - Бадахшан
  - Мерв
  - Герат
  - Гор
  - Хазараджат
  - Хорасан
- Систан[3].
- Йезд
- Керман
- Исфахан
- Фарс
- Рей
- Хамадан
- Азербайджан
- Курдистан
- Армения